# Monty Alexander
Monty Alexander (Montgomery Bernard Alexander, Kingston, Jamaica, 6 de junio de 1944) es un pianista de jazz, que también toca la melódica. Su forma de tocar tiene una fuerte influencia de la música caribeña y del swing. Entre sus principales influencias se encuentran músicos como Art Tatum, Oscar Peterson, Wynton Kelly y Ahmad Jamal, entre otros.

## Biografía
Alexander descubrió el piano a la edad de cuatro años, y empezó a tomar lecciones de música clásica a las seis. A los catorce ya tocaba en clubes nocturnos de Jamaica con su banda Monty and the Cyclones. A finales de la década de 1950 logró una gran notoriedad en Jamaica a pesar de su corta edad. En esos años viajó a Estados Unidos y tocó por primera vez con la orquesta de Art Mooney. Al poco tiempo ya acompañaba a destacados cantantes y músicos de primera categoría como Dizzy Gillespie, Toots Thielemans, Duke Ellington, Quincy Jones, Frank Sinatra, Jimmy Smith o Milt Jackson con quien entabló una amistad entrañable que duró hasta la muerte del vibrafonista, fundador del The Modern Jazz Quartet, en 1999. 
Su estilo destaca por la fusión entre las raíces jamaicanas y el jazz estadounidense clásico, con una fuerte influencia caribeña. Sus influencias más notorias son Wynton Kelly, Art Tatum, Gene Harris y Ahmad Jamal. 
Su trabajo más popular fue como pianista en el disco Unforgettable, de Natalie Cole, en el cual se rinde homenaje al cantante Nat King Cole y que estuvo primero en la lista de éxitos de Billboard en 1991.

## Discografía destacada

### Como líder
- Monty Alexander (1965)
- Spunky (1965, Pacific Jazz)
- Alexander the Great (Pacific Jazz, 1965)
- Zing (1967, RCA)
- This Is Monty Alexander (1969, Verve)
- Taste of Freedom (1970)
- Here Comes the Sun (1971, MPS)
- We've Only Just Begun (1973, MPS)
- Perception (1974, MPS)
- Rass! con Ernest Ranglin (1974, MPS)
- Love & Sunshine (1974, MPS)
- Unlimited Love (1975, MPS)
- Montreux Alexander (1976, MPS)
- Cobilimbo con Ernest Ranglin (1977, MPS)
- Estade (1978, MPS)
- Jamento (1978, Fantasy)
- So What? (1979, The Black & Blue Sessions)
- The Way It Is (1979, recorded 1976, MPS)
- Summerwind (1980, Jeton/Polygram)
- Monty Alexander – Ernest Ranglin (1981, MPS)
- Fingering (1981, Atlas)
- Look Up (1982)
- Duke Ellington Songbook (1983, MPS)
- Reunion in Europe (1984, Concord Jazz)
- Full Steam Ahead (1985, Concord Jazz)
- Friday Night (1987, Limetree)
- Triple Treat II (1987, Concord Jazz)
- Ivory & Steel (1988)
- Triple Treat III (1989, Concord Jazz)
- Saturday Night (1999, Timeless)
- The River (1990, Concord Jazz)
- Live in Holland (1992, EmArcy)
- Carbbean Circle (1993, Chesky)
- Live at Maybeck (1994, Concord Jazz)
- Steamin' (1995, Concord Jazz)
- Yard Movement (1995, Island)
- Maybeck Recital Hall Series, Vol. 40 (1995, Concord)
- To Nat with Love (1995, Mastermix)
- Ivory and Steal (1996, Concord Picante)
- Facets (1996, Concord) con Ray Brown & Jeff Hamilton
- Overseas Special (1996, Concord) con Ray Brown y Herb Ellis
- Echoes of Jilly's (1997, Concord)
- Reunion in Europe (1997, Concord) con John Clayton & Jeff Hamilton
- The Concord Jazz Heritage Series (1998, Concord Jazz)
- Stir It Up – The Music of Bob Marley (1999, Telarc)
- Threesome (1999, Soul Note) con Grady Tate & Niels-Henning Orsted Pedersen
- Ballad Essentials (2000, Concord Jazz)
- Island Grooves (2000, Concord Jazz)
- Monty Meets Sly & Robbie (2000, Telarc)
- Triple Treat (2001, Concord Jazz)
- Goin' Yard (2001, Telarc)
- Many Rivers to Cross (2001, Meldac)
- Caribbean Duet (2001, Sound Hills) con Michel Sardaby
- My America (2002, Telarc)
- Triple Scoop (2002, Concord Jazz) con Ray Brown y Herb Ellis
- Rhapsody in Blue (Telarc)
- Jamboree (2003, Concord)
- Li'l Darlin (2003, Absord Japan)
- Straight Ahead (2003, Concord) con Ray Brown y Herb Ellis
- Steaming Hot (2004, Concord)
- Zing (2004, BMG)
- In Tokyo (2004, Fantasy)
- Rocksteady (2004, Telarc) con Ernest Ranglin
- Live at the Iridium (2005, Telarc)
- Jazz Calypso (2005, JVC)
- Concrete Jungle: The Songs of Bob Marley (2006, Telarc)
- The Way It Is (2006)
- Impressions in Blue (2008, Telarc)
- The Good Life: Monty Alexander Plays the Songs of Tony Bennett (2008, Chesky)
- Solo (2008, Jeton)
- Taste of Freedom (2008, Universal Japan)
- Calypso Blues: The Songs of Nat King Cole (2009, Chesky)
- Uplift (2011, Jazz Legacy)
- Love Me Tender (Venus, 2011)
- Harlem – Kingston Express Live! (2011, Motéma)
- Uplift 2 (2013, Jazz Legacy)
- Harlem-Kingston Express, Vol. 2: River Rolls On (Motéma, 2014)

### Como sideman
Con Milt Jackson
- That's the Way It Is (Impulse!, 1969)
- Just the Way It Had to Be (Impulse!, 1969)
- Soul Fusion (Pablo 1977)
- Montreux '77
- A London Bridge (Pablo, 1982)
- Memories of Thelonious Sphere Monk (Pablo, 1982)
- Mostly Duke (Pablo, 1982)

Con Ray Brown
- 1979 Live at the Concord Jazz Festival
- 1982 Ray Brown Vol. 3
- 1988 Summer Wind: Live at the Loa
- 2002 Ray Brown, Monty Alexander, & Russell Malone
- 2003 Walk On

Con Ernest Ranglin
- Ranglypso (MPS, 1976)
- Below the Bassline (Universal, 1996)
- Rocksteady (2004)
- Order of Distinction (2007)

Con otros
- 1971 Smackwater Jack, Quincy Jones
- 1977 Dizzy Gillespie Montreux Jam, Dizzy Gillespie
- 1979 Somewhere in My Lifetime, Phyllis Hyman
- 1980 Royal Blue, Marshal Royal
- 1980 Never Make Your Move Too Soon, Ernestine Anderson
- 1986 Go for Whatcha' Know, Jimmy Smith
- 1987 Spontaneous Combustion, Barney Kessel
- 1989 Chicken Scratch, Lee "Scratch" Perry
- 1990 Snowy Morning Blues, Howard Alden
- 1991 Unforgettable: With Love, Natalie Cole
- 1996 Landmarks, Clifton Anderson
- 1996 Manhattan Moods, Mary Stallings
- 1996 Verve Jazz Masters '59, Toots Thielemans
- 2000 One on One, Clark Terry
- 2000 That's Funky, Benny Golson
- 2001 Universal Lovesongs, Caterina Zapponi
- 2002 Kristian Jørgensen Meets Monty Alexander, Kristian Jørgensen
- 2003 Tribute to Charlie Parker, Frank Morgan
- 2004 With All My Heart, Harvey Mason
- 2005 In the Rhythm, Suzanne Couch
- 2006 Chuck Redd Remembers Barney Kessel: Happy All the Time, Chuck Redd
- 2010 Back in the Saddle Again, Bucky Pizzarelli
- 2010 You Are There: Duets, Hilary Kole
- 2011 Kaiso, Etienne Charles
- 2011 Man With the Hat, Grace Kelly/Phil Woods